# Um Punhado de Ar
Um Punhado de Ar
Um Punhado de Ar, é uma Antologia poética de contos e poesia brasileira publicado de forma independente pelo escritor e professor paulista Pedro Rafael, publicado originalmente em 2019. A antologia é composta pelos textos anteriormente publicado em seu blog Um Punhado de Ar. O tema principal desses textos é fundamentar de uma forma poética uma crítica aos movimentos Econômicos do Neoliberalismo em seu contexto sul americano.

## Contexto da obra
Os textos presentes na obra foram escritos durante os anos de 2016 e 2019, anos de intensa agitação política no Brasil com os reflexos das Jornadas de Junho de 2013 e o Impeachment de Dilma Rousseff em 2016. A obra flerta com temas existencialistas e experimentais que tentam traçar o momento sócio político dessa conjuntura, dentro do cenário pouco animador dos jovens que cresciam sem perspectivas de melhora de vida, ou a impossibilidade de ascensão social dentro do sistema econômico brasileiro. Entre a esfera politica e o lirismo, o autor é fortemente influenciando por Emily Dickinson, Federico García Lorca, Bertolt Brecht entre outros.

## Recepção
Como o livro foi publicado de forma independente, ficou inicialmente restrito a um pequeno circulo de pessoas. Os comentários foram mistos, destacando o tom onírico e fantasioso fortemente inspirado por autores como Gabriel García Márquez e Silvina Ocampo. Fica evidente a forte influência do realismo mágico da obra nos contos Ensaio sobre a memória, e Senador Corrupto. O livro está disponível no formato de e-book em livrarias digitais.

## Curiosidades
A obra recebeu uma tradução em 2024 para a língua universal esperanto realizada pelo próprio autor, que é um entusiasta do ensino e aprendizagem da língua esperanto.